# Pehr Ulrik Florin
Pehr Ulrik Florin, född 10 maj 1810 i Pikis, död 12 mars 1890 i Helsingfors, var en finländsk läkare. 
Florin blev medicine och kirurgie doktor 1840 och tilldelades professors titel 1868. Han var provinsialläkare i Kexholm 1837–1841, stadsläkare i Helsingfors 1841–1873 och sekreterare i finländska Medicinalstyrelsen 1873–1875. Han gjorde betydande donationer till Finska Läkaresällskapet och till Svenska litteratursällskapet i Finland. År 1911 mottog sistnämnda sällskap genom dottern Jenny Florin medel med vilka 1912 konstituerades den av rashygieniska tankar motiverade så kallade Florinska kommissionen, vilken sedermera kom att utveckla sig till den självständiga föreningen Samfundet Folkhälsan (stiftad 1921).